# Vintage Dead
Vintage Dead je druhé koncertní album americké rockové skupiny Grateful Dead, vydané v roce 1970 u Sunflower Records. Album skupina nahrála na podzim roku 1966 v Avalon Ballroom v San Franciscu v Kalifornii.

## Seznam skladeb
| Strana 1 | Strana 1                     | Strana 1                                               | Strana 1 |
| Pořadí   | Název                        | Autor                                                  | Délka    |
| -------- | ---------------------------- | ------------------------------------------------------ | -------- |
| 1.       | I Know You Rider             | traditional                                            | 4:25     |
| 2.       | It Hurts Me Too              | Elmore James                                           | 4:17     |
| 3.       | It's All Over Now, Baby Blue | Bob Dylan                                              | 4:50     |
| 4.       | Dancing in the Street        | William „Mickey“ Stevenson, Marvin Gaye, Ivy Jo Hunter | 7:55     |

| Strana 2       | Strana 2             | Strana 2                      | Strana 2 |
| Pořadí         | Název                | Autor                         | Délka    |
| -------------- | -------------------- | ----------------------------- | -------- |
| 1.             | In the Midnight Hour | Steve Cropper, Wilson Pickett | 18:23    |
| Celková délka: | Celková délka:       | Celková délka:                | 39:50    |

## Sestava
- Jerry Garcia – sólová kytara, zpěv
- Bob Weir – rytmická kytara, zpěv
- Ron „Pigpen“ McKernan – varhany, harmonika, zpěv
- Phil Lesh – baskytara, zpěv
- Bill Kreutzmann – bicí